# 松輪島

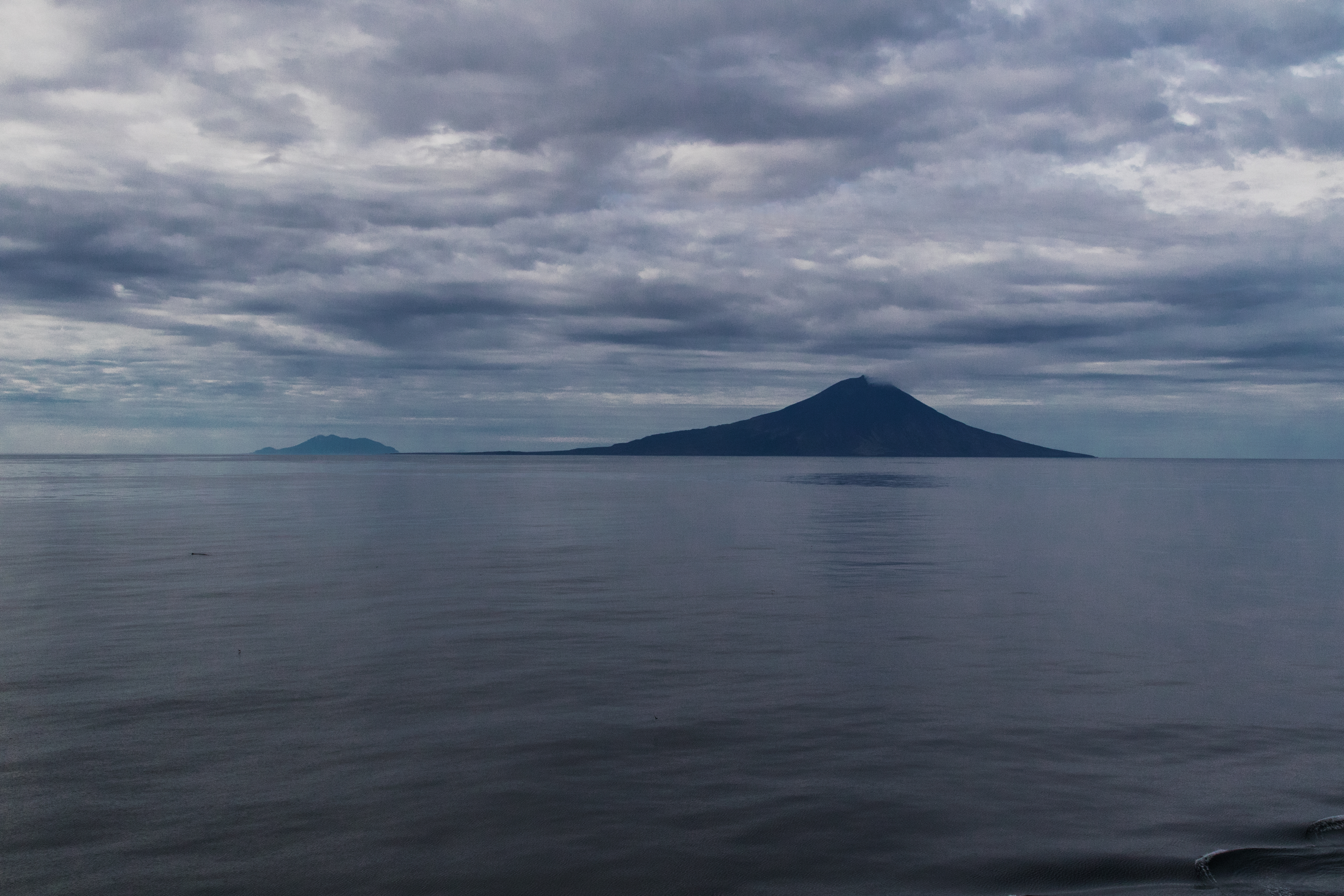
羅処和島と松輪島

松輪島（マツワ島、まつわとう）は、千島列島の中部に位置する島。ロシア名はマトゥア島 (о. Матуа)。英語表記はMatua。
島の名前の由来は、アイヌ語の「モト・ア（土着の者だ吾々は）」から。かつて千島アイヌが千島列島を行き来していた中で、本島に土着したアイヌが存在したため。

## 地理

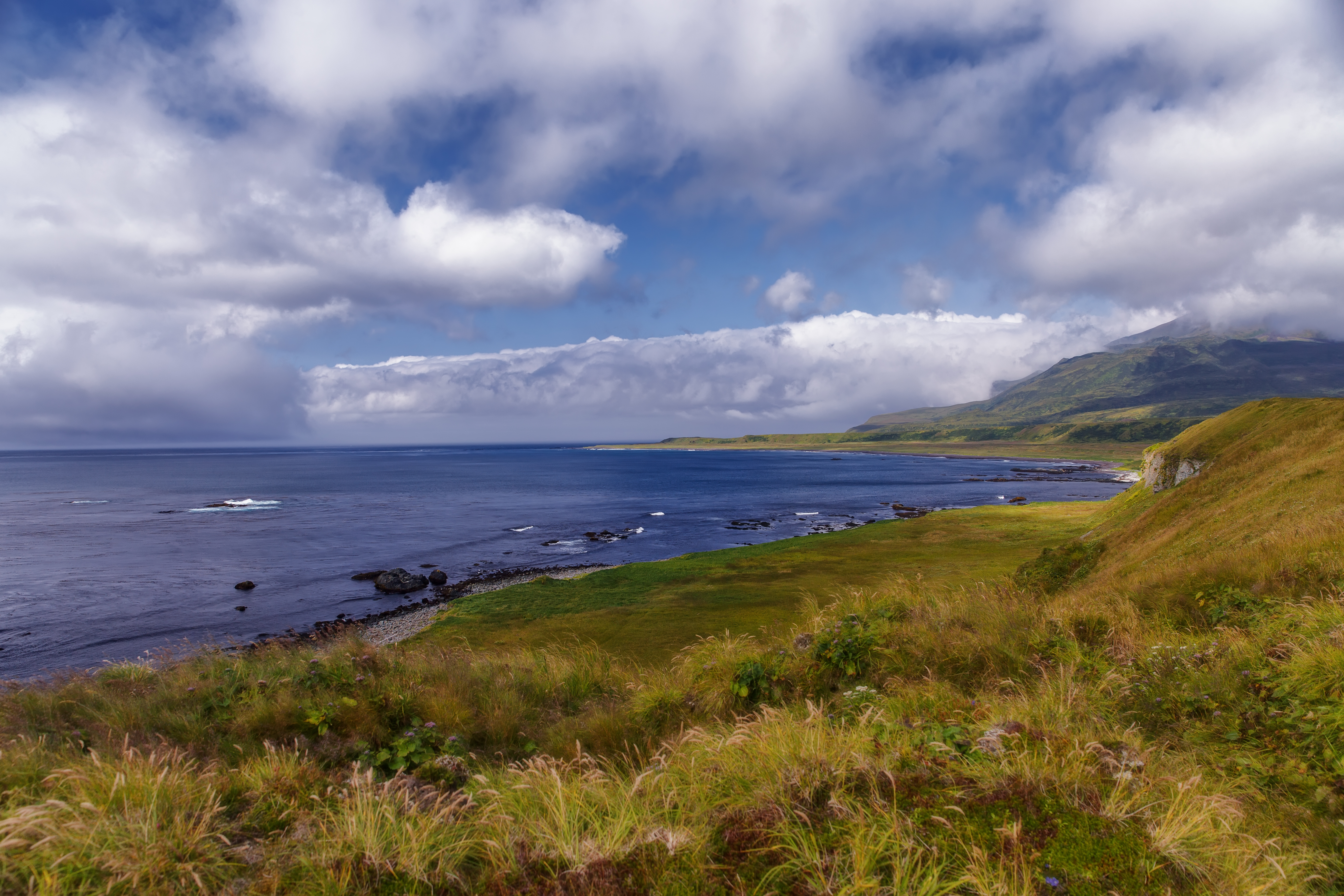
松輪島の海岸

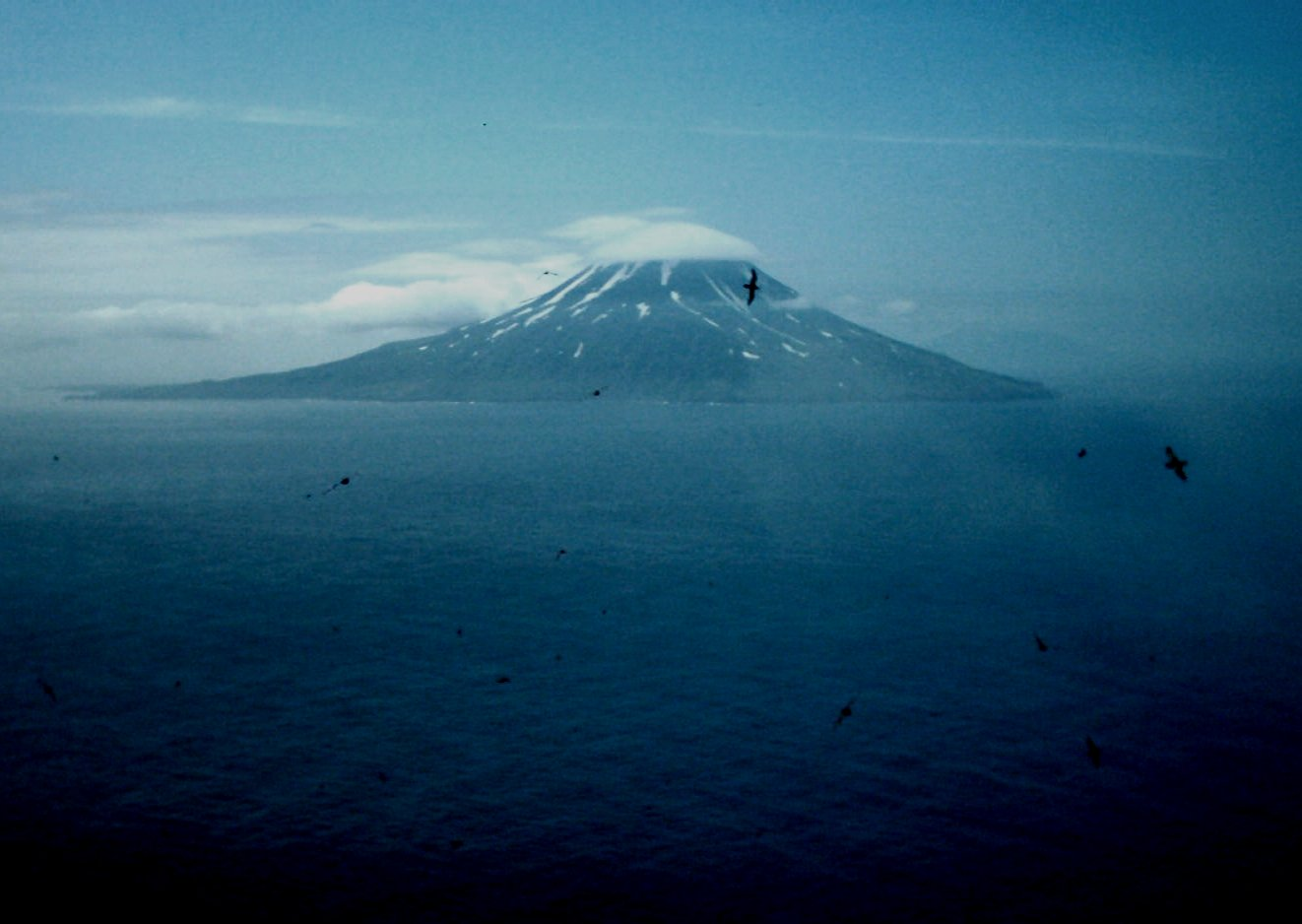
雷公計島から望む松輪島

羅処和島から羅処和海峡を挟んだ北北東約 30 キロメートル、北緯48度5分30秒東経153度12分に位置する。長さ約 11 キロメートル、幅約 6.5 キロメートル、面積約 52 平方キロメートルのナス形をした火山島である。松輪海峡を挟む北東 18 キロメートルには雷公計島がある。
全島が概ね山岳から成り、北西から次の二つの山が座している。
- 芙蓉山（ふようざん、別名は松輪富士、海抜 1,496 メートル[1]、ロシア名:サリチェフ山 влк.Сарычева、英語表記：Sarychev）

千島列島の成層火山では最も美しいとされる。
1760年頃、1878年 - 1879年、1923年、1930年、1946年、1960年、1976年、1981年、1987年、1989年、2009年に噴火したとされる。
1946年の11月に起こった噴火は規模が大きく、降下した火山弾やスコリアが山頂火口から東山麓一帯を覆い、植生が完全に破壊され、北西海岸まで火砕流が流下した。
2009年の6月にも大規模な噴火があり、島には広範囲に渡って火砕流が流れ、上空には二酸化硫黄が拡がった。また、この噴火で噴出した噴煙により付近を通る航空路が閉鎖され、北米路線を中心に航空機の大幅な遅延や欠航が相次いだ。
なお、噴火直後の様子が、国際宇宙ステーション (ISS) の乗組員によって宇宙から撮影された。
- 天蓋山（てんがいさん、同 127 メートル）

麓にはロシアの国境警備隊の建物があり、近くには旧日本軍が使用していた、分厚い壁を持った司令団本部だったとされる建物と、対空高射砲が残されている。かつて本島に駐留していた人によれば、六門あった高射砲でアメリカ軍の飛行機を迎撃していた模様。現在は山頂にアンテナらしきものが建てられている。
海岸は概ね懸崖を成しているが、島の南部は山の裾野が広がり、海辺は浜になっている。また、島の東方約 1 キロメートル余りのところに磐城島（いわきじま、海抜約 70 メートル）があり、その間に介在する水域は「大和湾」と呼ばれ、1,500 トン級の船舶が停泊できる好錨地である。

### 気候

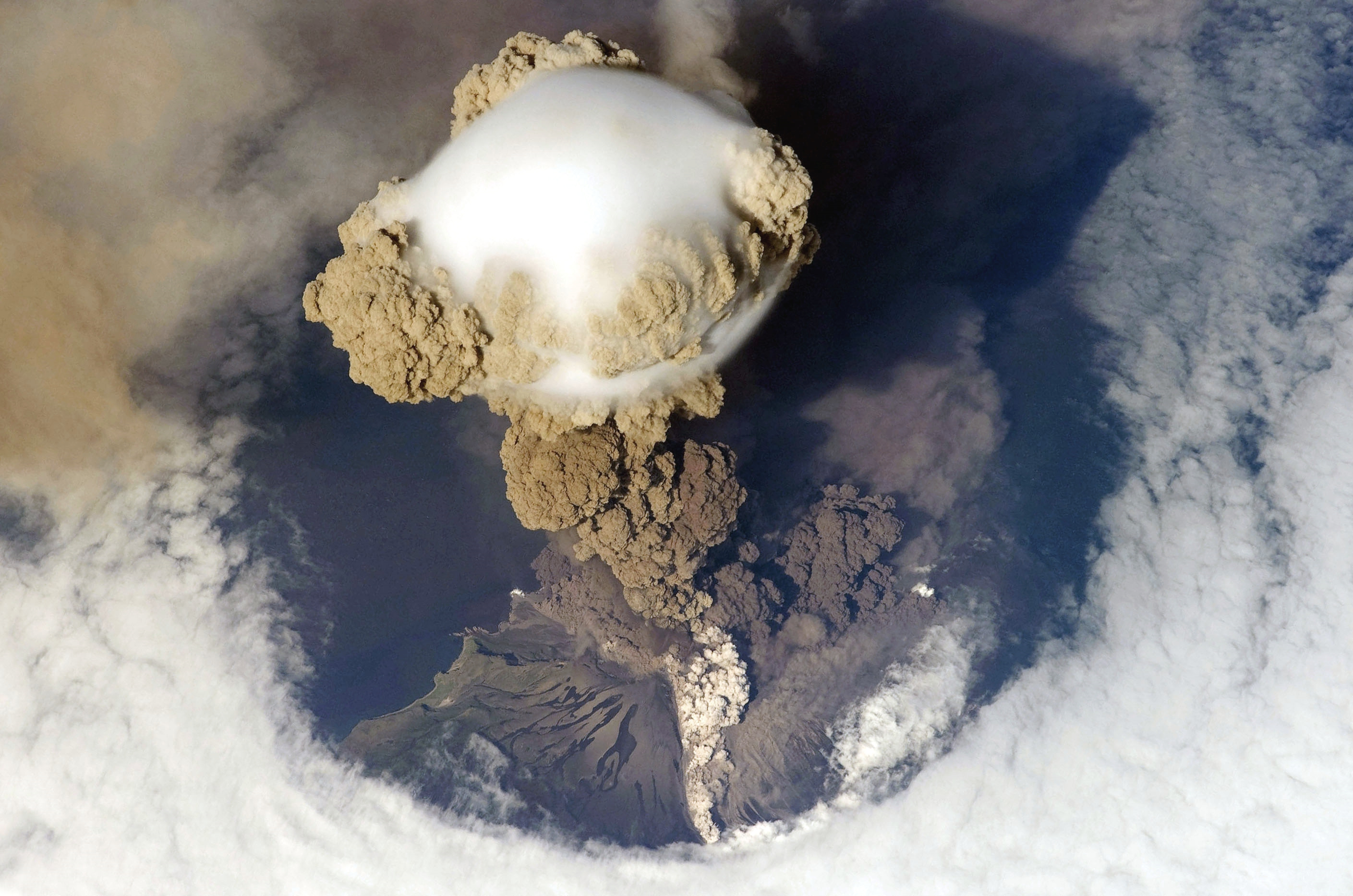
2009年6月14日に噴火した芙蓉山

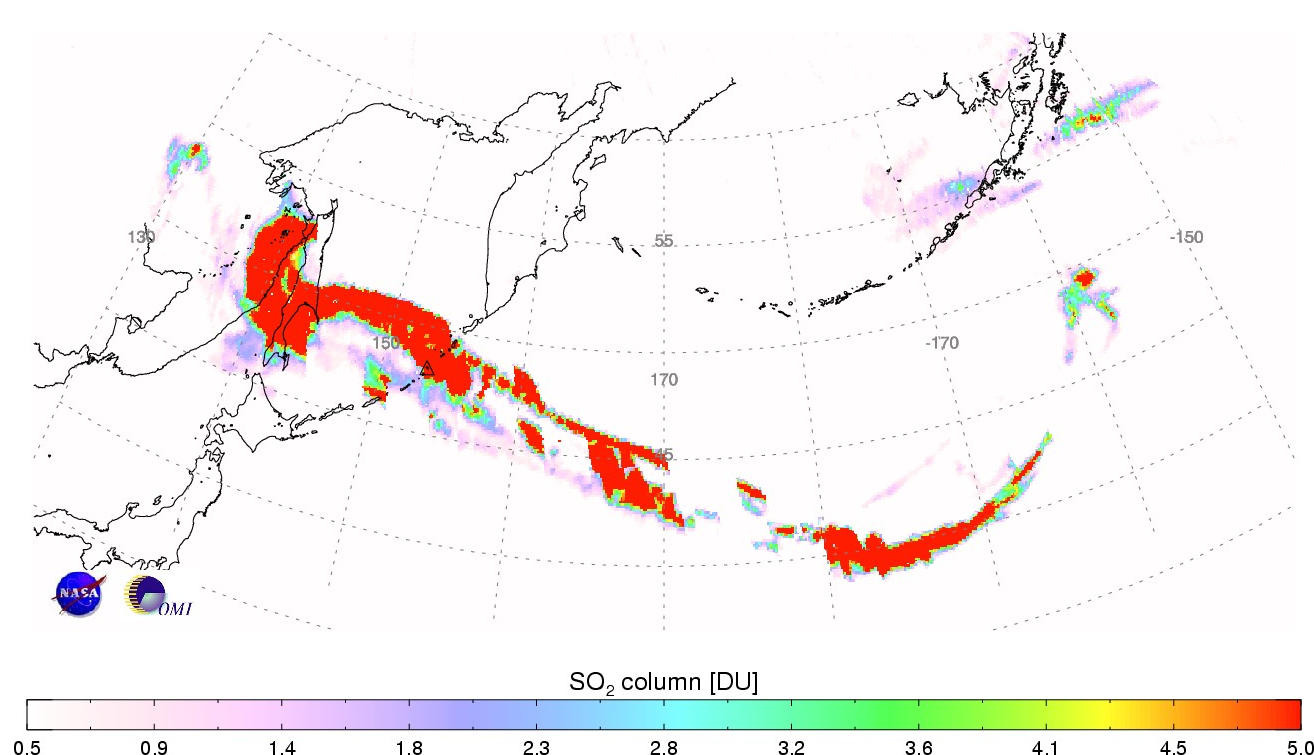
2009年6月14日の噴火で噴出した二酸化硫黄の流れ

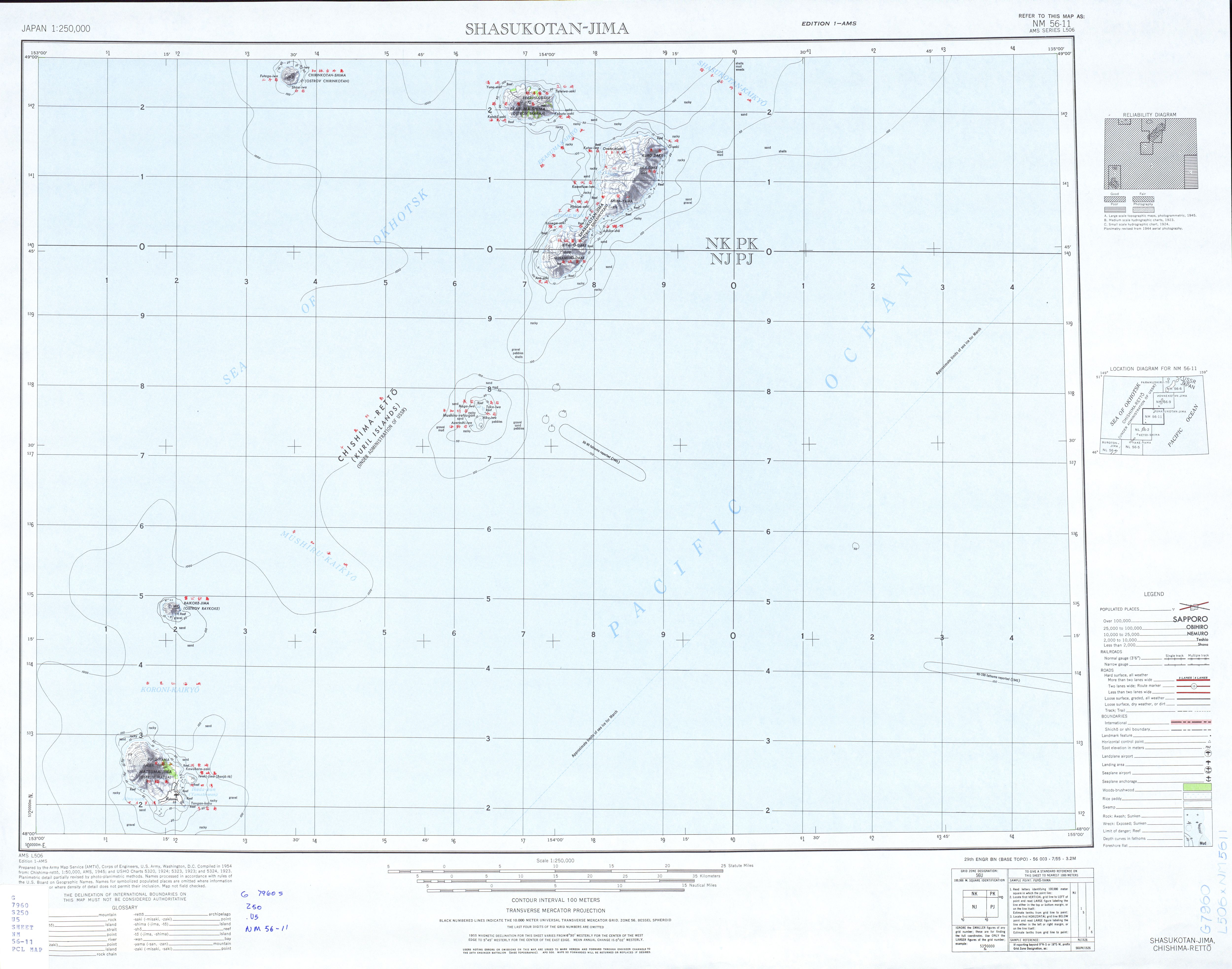
昭和29年の知林古丹島、越渇磨島、捨子古丹島、雷公計島、松輪島

かつて、気象庁の気象通報では松輪島の天候、気温を発表していた。夏季は非常に冷涼である。放送では「まつわじま」と呼称していた。
| 松輪島の気候                                      | 松輪島の気候  | 松輪島の気候 | 松輪島の気候 | 松輪島の気候 | 松輪島の気候  | 松輪島の気候 | 松輪島の気候  | 松輪島の気候  | 松輪島の気候 | 松輪島の気候  | 松輪島の気候  | 松輪島の気候  | 松輪島の気候     |
| 月                                                | 1月           | 2月          | 3月          | 4月          | 5月           | 6月          | 7月           | 8月           | 9月          | 10月          | 11月          | 12月          | 年               |
| ------------------------------------------------- | ------------- | ------------ | ------------ | ------------ | ------------- | ------------ | ------------- | ------------- | ------------ | ------------- | ------------- | ------------- | ---------------- |
| 最高気温記録 °C （°F）                            | 12.8 (55)     | 8.9 (48)     | 11.1 (52)    | 12.8 (55)    | 21.1 (70)     | 23.9 (75)    | 25.0 (77)     | 26.1 (79)     | 23.9 (75)    | 17.2 (63)     | 12.2 (54)     | 8.9 (48)      | 26.1 (79)        |
| 平均最高気温 °C （°F）                            | −3.9 (25)     | −3.9 (25)    | −2.2 (28)    | 1.1 (34)     | 4.4 (39.9)    | 8.3 (46.9)   | 11.7 (53.1)   | 14.4 (57.9)   | 12.2 (54)    | 8.3 (46.9)    | 2.8 (37)      | −1.7 (28.9)   | 4.3 (39.7)       |
| 平均最低気温 °C （°F）                            | −7.2 (19)     | −8.3 (17.1)  | −7.2 (19)    | −2.8 (27)    | −0.6 (30.9)   | 1.7 (35.1)   | 5.6 (42.1)    | 7.2 (45)      | 6.1 (43)     | 3.3 (37.9)    | −1.7 (28.9)   | −5.6 (21.9)   | −0.8 (30.6)      |
| 最低気温記録 °C （°F）                            | −22.2 (−8)    | −27.2 (−17)  | −18.9 (−2)   | −12.2 (10)   | −5 (23)       | −3.9 (25)    | −2.8 (27)     | −1.1 (30)     | −2.2 (28)    | −3.9 (25)     | −12.2 (10)    | −21.1 (−6)    | −27.2 (−17)      |
| 降水量 mm （inch）                                | 113.3 (4.461) | 88.6 (3.488) | 69.1 (2.72)  | 96.8 (3.811) | 122.7 (4.831) | 84.6 (3.331) | 124.0 (4.882) | 150.4 (5.921) | 146.8 (5.78) | 124.7 (4.909) | 117.9 (4.642) | 104.7 (4.122) | 1,343.6 (52.898) |
| 出典：Worldwide Bioclimatic Classification System |               |              |              |              |               |              |               |               |              |               |               |               |                  |

## 歴史
かつて、千島アイヌの中には土着する者がいた。
- 1700年（元禄13年）、『元禄国絵図』のため松前藩が江戸幕府に呈上した『松前島郷帳』に「もとわ」の名が見られる。
- 1855年（安政元年） - 日露通好条約によりロシア帝国領となる。
- 1875年（明治8年） - 樺太・千島交換条約により日本領になる。

第二次世界大戦が始まると旧日本海軍によって島の南東部に飛行場が建設され、守備隊が置かれた。最大7,000 - 8,000 名の兵が駐屯したという。
日本の行政区分では北海道根室振興局管内の新知郡に属した。
第二次世界大戦末期の1945年（昭和20年）8月、ソ連対日参戦により、千島列島はソビエト連邦が占領。松輪島に残っていた独立混成第41連隊は、同月26日までに武装解除した。
ソビエト連邦崩壊後は継承国であるロシア連邦が実効支配している。現在、日本政府は国際法的に帰属未定の地であると主張している。
1990年代まではロシアの国境警備隊が駐留しており、NHKラジオ第2放送の気象通報での通報地点の一つだったが、1996年7月11日を最後に入電が途絶えている。その後は無人島だったが、ロシア国防省は2021年12月2日、マトゥア島（松輪島）にロシア連邦軍基地を設置し、地対艦ミサイル「バスチオン」を配備したと発表した。
2000年代には、日・米・露共同の火山学、津波地質学、人類学の研究者らが何度か上陸している。
2016年、ロシア国防省とロシア地理学協会は、合同調査中にドヴォイナヤ湾沿岸部で海中に沈む日本の航空機を発見。機体は1942年製で製造番号は1733、ゼロ戦ではないかと伝えられている。両翼と胴体部分の保存状態がかなり良好とのこと。